# Comment qu'elle est ?
Pour plus de détails, voir Fiche technique et Distribution.
Comment qu'elle est ? est un film français réalisé par Bernard Borderie, sorti en 1960.

## Synopsis
L'agent du F.B.I Lemmy Caution, qui arrive des États-Unis, et le général Rupert, chef du service français de contre-espionnage, s'occupent de la même affaire : retrouver un espion connu sous le nom de Varley. Malgré sa vivacité, son punch et son goût des boissons fortes, Lemmy sera coiffé au poteau par les services français et, de retour à Washington, pourra tenter de récupérer les fils embrouillés de cette histoire où la propre nièce de Rupert, Martine, était le sosie d'une aventurière et où Girotti, propriétaire d'un bar, n'était autre que le fameux Varley.

## Fiche technique
- Réalisation : Bernard Borderie
- Assistant : Jacques Rouffio
- Scénario : Marc-Gilbert Sauvajon, Bernard Borderie, d'après le roman Comment qu'elle est ! (I'll Say She Does) de Peter Cheyney
- Décors : René Moulaert
- Photographie : Robert Juillard
- Son : René Sarazin
- Montage : Christian Gaudin
- Musique : Paul Misraki
- Production : Raymond Borderie
- Directeur de production : Charles Borderie
- Société de production : CICC
- Société de distribution : SN Prodis
- Pays d'origine :  France
- Langue originale : français
- Format : noir et blanc — 35 mm — 1,37:1 — son Mono
- Genre : Comédie d'espionnage
- Affiche : Yves Thos
- Durée : 95 minutes
- Date de sortie : France, 21 septembre 1960

## Distribution
- Eddie Constantine : Lemmy Caution, l'agent du F.B.I
- André Luguet : le général Rupert, chef du contre-espionnage
- Françoise Brion : Martine, la nièce de Rupert et l'aventurière
- Alfred Adam : Girotti, le patron du bar et l'espion Varley
- Renaud Mary : Demur
- Françoise Prévost : Isabelle
- Fabienne Dali : Danielle
- Darling Légitimus : Palmyre
- Robert Berri : Dombie
- Nicolas Vogel : Mayne
- Jacques Seiler : le commissaire
- Henri Cogan : Zucco
- Guy-Henry : un agent au cabaret
- Gérard Darrieu : Paulo
- Marcel Pérès : le premier agent cycliste
- Émile Genevois : le second agent
- Henri Lambert : le portier
- Billy Kearns : Charlie
- Albert Michel : un agent au cabaret
- Charles Bouillaud
- Georges Demas : un serveur de la Pomme d'or
- Jean Landier : Vaudois, le barman
- Charles Morosi : Paul-André Monselet, l'expert comportable
- Nicole Dore : la stripteaseuse
- Colin Drake : le général Flash
- Michel Thomass : un homme à la Pomme d'or
- Dominique Zardi
- Elisabeth Fanty
- Ingrid Harrison